# Roman Steinkogler

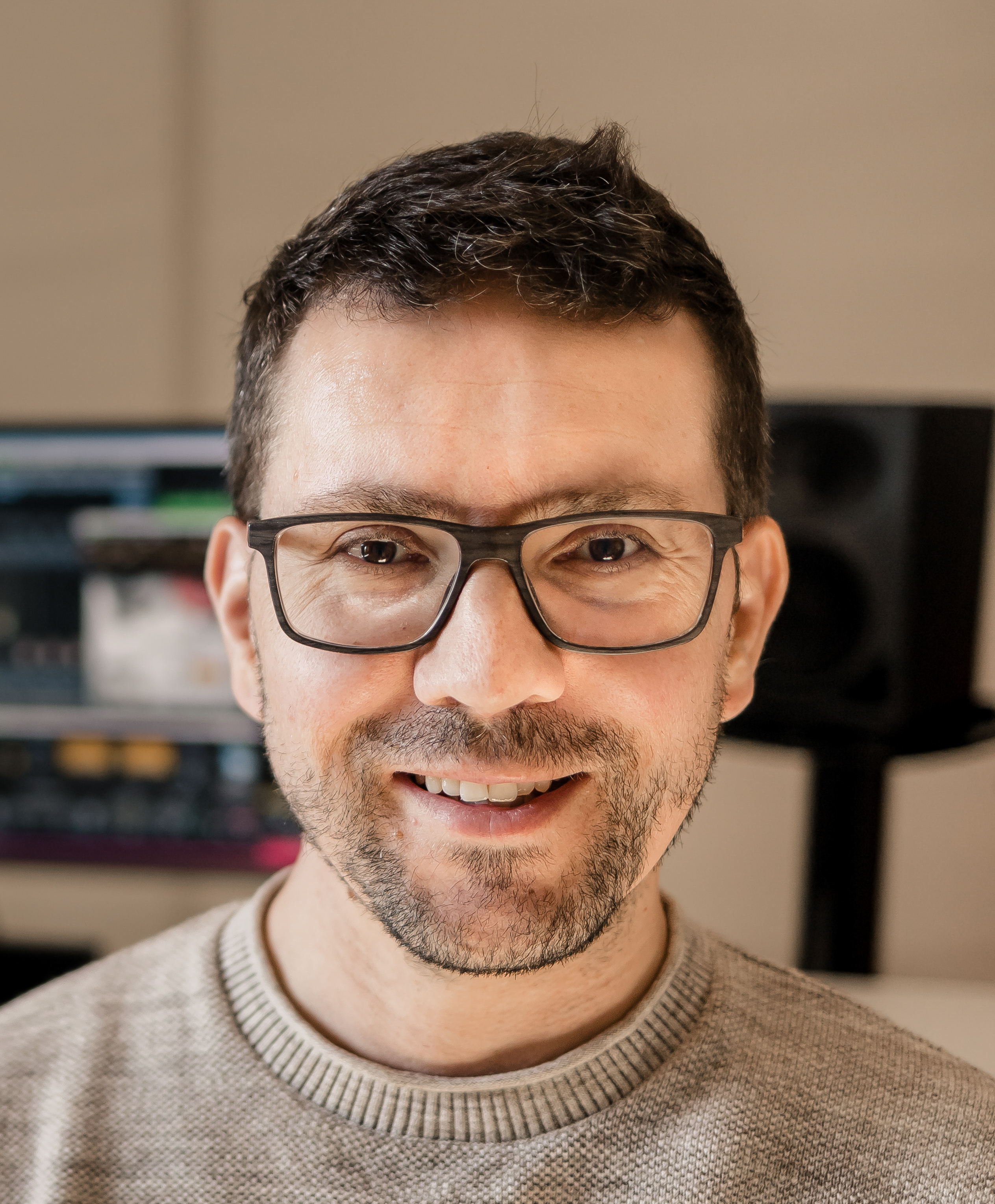

Roman Steinkogler (* 29. September 1980 in Vöcklabruck) ist ein österreichischer Musiker, Musikproduzent, Songwriter und Pädagoge.

## Werdegang
Steinkogler ist aufgewachsen in Ebensee. Er begann eine Klavierausbildung an der Landesmusikschule Ebensee (1985–1996), nahm weiter Unterricht an der Landesmusikschule Gmunden und belegte in einem Studium an der Anton Bruckner Privatuniversität Linz (Bachelor- & Master-Studium IGP Jazz) das Hauptfach Klavier. 
Als Musiker stand Roman Steinkogler mit verschiedenen Musikern und Bands (z. B. Poxrucker Sisters, Daniel Küblböck, Beatcollective, Stoabeck, Harald Baumgartner, Carl Peyer, Tamee Harrison) auf der Bühne. 
Seit 2008 ist Roman Steinkogler Inhaber eines Unternehmens mit Sitz in Bad Mitterndorf und produziert Aufnahmen verschiedener Künstler (z. B. Poxrucker Sisters, Beatcollective, Carl Peyer, Lyn Vysher, Harald Baumgartner, Stoabeck) sowie Musik für Werbung und TV (Castrol, Expert, AUA, WKO Österreich, Gast & Wirt). Außerdem ist er 
als Songwriter und Co-Writer (Charlie Mason) tätig.
Neben seinen Aufträgen als Musiker und Produzent unterrichtet Roman Steinkogler seit 2010 als Instrumentallehrer an der Privaten Pädagogischen Hochschule der Diözese Linz.
2013 erweiterten Roman Steinkogler und sein Geschäftspartner Jürgen Leitner Ihre Firma und eröffneten neben dem bestehenden Tonstudio in Bad Mitterndorf ein weiteres Studio in Ebensee. 
Für den Song „Glick“ auf dem Album „Poxrucker Sisters“ wurde er 2015 für den Amadeus Austrian Music Award als Songwriter des Jahres nominiert.